# Pachycordyle lineata
Pachycordyle lineata är en nässeldjursart som beskrevs av Kramp 1959. Pachycordyle lineata ingår i släktet Pachycordyle, och familjen Oceanidae. Inga underarter finns listade i Catalogue of Life.